# 메탈파이트 베이블레이드
《메탈파이트 베이블레이드》(メタルファイト ベイブレード 메타르파이토 베이브레도[*], 한국명 : 메탈 베이블레이드)는 팽이를 소재로 한 일본의 애니메이션이다.

## 줄거리
베이 배틀의 열혈광이자 늘 강자와의 대결을 꿈꾸는 열혈 블레이더 강타는 태사자가 있는 수수단(페이스 헌터즈)를 상대로 베이 배틀을 하게 된다. 1대 100의 무모한 배틀이었지만 이것을 계기로 강타의 열정을 알게 된 노아는 강타를 형처럼 따르게 되고, 강타 또한 노아가 실력은 부족해도 베이배틀에 대한 마음만큼은 누구보다 진지하다는 것을 깨닫고 노아와 같이 행동하기로 한다. 승부가 날때까지 결고 포기하지 않으면서도 친구를 배려하는 이들, 다양한 베이배틀을 통해 라이벌에서 친구로 발전해가는 열혈 블레이더들의 멋진 성장기가 지금부터 펼쳐진다!

## 등장 팽이
- 페가시스(ペガサス) (어택 타입) (시스템: 하이브리드 휠 → 4D) (첫등장: 1기(2009년 ~ 2010년))
- 울프(ヴォルフ) (밸런스 타입) (시스템: 하이브리드 휠) (첫등장: 1기(2009년 ~ 2010년))
- 레온(レオーネ) (디펜스 타입) (시스템: 하이브리드 휠 → 4D) (첫등장: 1기(2009년 ~ 2010년))
- 캔서(キャンサー) (밸런스 타입) (시스템: 하이브리드 휠) (첫등장: 1기(2009년 ~ 2010년))
- 사지타리오(サジタリオ) (스태미너 타입) (시스템: 하이브리드 휠 → 4D) (첫등장: 1기(2009년 ~ 2010년))
- 아쿠아리오(アクアリオ) (어택 타입) (시스템: 하이브리드 휠) (첫등장: 1기(2009년 ~ 2010년))
- 불(ブル) (밸런스 타입) (시스템: 하이브리드 휠) (첫등장: 1기(2009년 ~ 2010년))
- 엘드라고(エルドラゴ) (어택 타입) (좌회전) (시스템: 하이브리드 휠 → 4D) (첫등장: 1기(2009년 ~ 2010년)) (1기의 최종보스)
- 아리에스(アリエス) (디펜스 타입) (시스템: 하이브리드 휠) (첫등장: 1기(2009년 ~ 2010년))
- 아쿠이라(アクイラ) (밸런스 타입) (시스템: 하이브리드 휠) (첫등장: 1기(2009년 ~ 2010년))
- 리브라(リブラ) (스태미너 타입) (시스템: 하이브리드 휠) (첫등장: 1기(2009년 ~ 2010년))
- 카프리콘(カプリコーネ) (어택 타입) (시스템: 하이브리드 휠) (첫등장: 1기(2009년 ~ 2010년))
- 오르소(オルソ) (디펜스 타입) (시스템: 하이브리드 휠) (첫등장: 1기(2009년 ~ 2010년))
- 제미오스(ジェミオス) (밸런스 타입) (시스템: 하이브리드 휠) (첫등장: 1기(2009년 ~ 2010년))
- 퍼시즈(パイシーズ) (스태미너 타입) (시스템: 하이브리드 휠) (첫등장: 1기(2009년 ~ 2010년))
- 피닉스(フェニックス) (스태미너 타입) (시스템: 하이브리드 휠) (첫등장: 1기(2009년 ~ 2010년))
- 비르고(ビルゴ) (스태미너 타입) (시스템: 하이브리드 휠) (첫등장: 1기(2009년 ~ 2010년))
- 스콜피온(エスコルピオ) (디펜스 타입) (시스템: 하이브리드 휠) (첫등장: 1기(2009년 ~ 2010년))
- 서펜트(サーペント) (밸런스 타입) (시스템: 하이브리드 휠) (첫등장: 1기(2009년 ~ 2010년))
- 유니콘(ユニコルノ) (어택 타입) (시스템: 하이브리드 휠 → 4D) (첫등장: 2기(2010년 ~ 2011년))
- 라체르타(ラチェルタ) (밸런스 타입) ( 중국) (시스템: 하이브리드 휠) (첫등장: 2기(2010년 ~ 2011년))
- 기라프(ギラフ) (디펜스 타입) ( 중국) (시스템: 하이브리드 휠) (첫등장: 2기(2010년 ~ 2011년))
- 페르세우스(ペルセウス) (디펜스 타입) (좌우회전) ( 이탈리아) (시스템: 하이브리드 휠) (첫등장: 2기(2010년 ~ 2011년))
- 케토스(ケトス) (디펜스 타입) ( 영국/ 프랑스) (시스템: 하이브리드 휠) (첫등장: 2기(2010년 ~ 2011년))
- 솔 블레이즈(ソルブレイズ) (밸런스 타입) (시스템: 하이브리드 휠) (첫등장: 극장판(2010년))
- 호루세우스(ホルセウス) (디펜스 타입) ( 아프리카) (시스템: 하이브리드 휠) (첫등장: 2기(2010년 ~ 2011년))
- 킬(ギル) (어택 타입) ( 브라질) (시스템: 하이브리드 휠) (첫등장: 2기(2010년 ~ 2011년))
- 헤라클레오(ヘラクレオ) (어택 타입) ( 브라질) (시스템: 하이브리드 휠) (첫등장: 2기(2010년 ~ 2011년))
- 픽시스(ビクシス) (밸런스 타입) ( 미국) (시스템: 하이브리드 휠) (첫등장: 2기(2010년 ~ 2011년))
- 켈베로스(ケルベクス) (스태미너 타입) ( 미국) (시스템: 하이브리드 휠) (첫등장: 2기(2010년 ~ 2011년))
- 비폴(ビフォール) (밸런스 타입) ( 미국) (시스템: 하이브리드 휠) (첫등장: 2기(2010년 ~ 2011년))
- 호로지움(ホロギウム) (디펜스 타입) ( 미국) (시스템: 하이브리드 휠) (첫등장: 2기(2010년 ~ 2011년)) (2기의 최종보스)
- 아누비스(アヌビウス) (어택 타입) (시스템: 하이브리드 휠) (첫등장: 3기(2011년 ~ 2012년))
- 링크스(リンクス) (밸런스 타입) (시스템: 4D) (첫등장: 3기(2011년 ~ 2012년))
- 크로노스(クロノス) (스태미너 타입) (시스템: 4D) (첫등장: 3기(2011년 ~ 2012년))
- 베리아레스(ヴァリアレス) (디펜스 타입) (좌우회전) (시스템: 4D) (첫등장: 3기(2011년 ~ 2012년))
- 쥬피터(ジュピター) (디펜스 타입) (시스템: 4D) (첫등장: 3기(2011년 ~ 2012년))
- 크라운(クラウン) (어택 타입) (시스템: 하이브리드 휠) (첫등장: 3기(2011년 ~ 2012년))
- 레이라(レイラー) (어택 타입) ( 미국) (시스템: 하이브리드 휠) (첫등장: 3기(2011년 ~ 2012년))
- 폭스(フォックス) (밸런스 타입) ( 미국) (시스템: 하이브리드 휠) (첫등장: 3기(2011년 ~ 2012년))
- 이오니스(イオニス) (밸런스 타입) (시스템: 하이브리드 휠) (첫등장: 3기(2011년 ~ 2012년))
- 드라고니스(ドラゴニス) (어택 타입) (시스템: 4D) (첫등장: 3기(2011년 ~ 2012년))
- 오리온(オリオン) (스태미너 타입) (시스템: 4D) (첫등장: 3기(2011년 ~ 2012년))
- 케찰코아틀(ケツァルコアトル) (밸런스 타입) (시스템: 4D) (첫등장: 3기(2011년 ~ 2012년))
- 네메시스(ネメシス) (밸런스 타입) (시스템: 4D) (첫등장: 3기(2011년 ~ 2012년)) (3기의 최종보스)
- 우라노스(ウラヌス) (스태미너 타입) (시스템: 4D) (첫등장: 3기(2011년 ~ 2012년))
- 하데스(ハーデス) (밸런스 타입) (시스템: 4D) (첫등장: 3기(2011년 ~ 2012년))
- 베르제브(ベルゼブ) (어택 타입) (시스템: 하이브리드 휠) (첫등장: 3기(2011년 ~ 2012년))
- 시그너스(シグナス) (디펜스 타입) (시스템: 4D) (첫등장: 3기(2011년 ~ 2012년))

## 특이 사항
- 아오키 다카후미의 만화를 원작으로 제작된 기존 시리즈와는 달리 아다치 다케후미의 만화를 원작으로 제작되어 모든 내용이 기존 시리즈와 완전히 다르며 많은 점에서 차이가 있다.
- 기존 시리즈까지 사신을 모티프로 하고 있는 것에 비해 메탈 파이트는 별자리를 모티브로 하고 있다.
- 대한민국에서는 메탈 베이블레이드라는 제목으로 케이블 TV를 통해서만 방송되고 있다. 그 이유는 방송 3사가 2008년부터 시행한 국산 애니메이션 의무 편성 규정에 따라 국산 애니메이션을 우선적으로 편성하기 때문에 지상파 방송에서 더 이상 외산 애니메이션을 편성할 수 없게 되었기 때문이다.

## 같이 보기
- 탑블레이드
- 탑블레이드 (애니메이션)
- 메탈파이트 베이블레이드 ZEROG
- 베이블레이드 버스트
- 베이블레이드 X
- 팽이